# 磯崎辰五郎
磯崎 辰五郎（いそざき たつごろう、1898年4月12日 - 1990年8月10日 ）は、日本の法学者。専門は、憲法・行政法。法学博士。大阪大学名誉教授。

## 来歴・人物
香川県三野郡下高瀬村（現：三豊市三野町）出身。香川県立三豊中学校、第六高等学校を経て、京都帝国大学法学部卒業。
京都帝国大学では、佐々木惣一に憲法学および行政法学の指導を受ける。以後、佐々木惣一と研究を共にする。佐々木惣一の著書『日本国憲法論 改訂版』（有斐閣、1952年）および『日本國行政一般法論』（有斐閣、1952年）のはしがきでは、佐々木は磯崎に対して執筆の支援および長年の貢献について感謝を記している。
また、1945年（昭和20年）11月に佐々木惣一が内大臣府御用掛として憲法改正調査に当たり、箱根の奈良屋旅館で大石義雄と共に憲法改正草案「佐々木憲法草案」の作成を行っている。
教職追放後は弁護士として活動したが、1951年（昭和26年）大阪大学法学部の創設にあたり教授に就任。1955年（昭和30年）同大学法学部長に昇任。人材確保、研究室や図書・文献の整備に全く基礎から始めて大変な苦労をする。多くの大阪大学出身の研究者を育て、各地の大学へ教授として送り出した。
我が国における法学の記念碑的存在である法律学全集では、当時、衛生行政法に関する研究論が少ない中、『医事・衛生法』を担当。後半は衛生行政権発動の根拠および形態、衛生法上の争訟および損失補償、直接規制的衛生行政、ほか覚醒剤の取り締まりなど衛生法総論と各論で構成している。

## 略歴
- 1921年（大正10年） 第六高等学校卒業
- 1924年（大正13年） 京都帝国大学法学部卒業
- 1925年（大正14年） 立命館大学助教授。ドイツ・オーストリーに2年間派遣留学
- 1927年（昭和 2年） - 立命館大学教授
- 1943年（昭和18年） - 立命館大学教授退職
- 1945年（昭和20年） - 3月、大政翼賛会大阪府支部総務部長。10月、内大臣府嘱託
- 1946年（昭和21年） - 1月、立命館大学教授。8月、教職追放により退職
- 1948年（昭和23年） - 弁護士登録
- 1951年（昭和26年） - 大阪大学法学部教授
- 1955年（昭和30年） - 大阪大学法学部長
- 1961年（昭和36年） - 大阪大学定年退官。甲南大学法学部教授
- 1969年（昭和44年） - 龍谷大学法学部教授
- 1978年（昭和53年） - 龍谷大学退職
- 1990年（平成2年） - 逝去[1]

## 著書
- 『公物・営造物法』（日本評論社、1941年）
- 『わかりやすい新憲法と解説』（京都日日新聞社、1946年） (佐々木惣一、大石義雄との共著)
- 『選擧制度』（学林社、1948年）
- 『行政法総論』（世界思想社、1953年）
- 『行政法（総論） 改訂版』（青林書院、1956年）
- 『法律学全集16 衛生法』（有斐閣、1963年）
- 『医事・衛生法』（有斐閣）（1979年、高島学司との共著）
- 『統治行為説批判』（有斐閣、1965年）
- 『最近の医療過誤判例』（龍谷大学社会科学研究所、1979年）（共著）